# Omori
OMORI, або Omori (укр. Оморі) це RPG 2020 року випуску, що була розроблена і опублікована інді-студією Omocat. У ній гравець відігрує хлопчика-хікікоморі на ім`я Санні, та його альтер-еґо зі світу снів (в оригіналі - Headspace, укр. Головний простір, простір голови). Гравець може досліджувати два світи, що існують у грі - реальний світ, граючи за Санні (Гравець може дати унікальне ім`я персонажу), а також світ снів від обличчя Оморі, при цьому придушуючи, або навпроти підживлюючи заховані глибоко у розумі головного героя страхи та забуті відчуття, при цьому також керуючи деякою взаємодією між персонажами, та головним чином між Оморі та Санні, що у кінці повинно привести до однієї з декількох кінцівок, яких у грі є 6.
Сама гра наповнена головним чином цікавими локаціями, персонажами у обох світах, а також унікальними босами та міні-босами, перемога над якими часто є дуже важливою для розвитку сюжету, які часто засновані на сатирі над реальними недоліками людини та людства, але частіше за все є лише доволі дивними істотами, породженими розумом головного персонажа гри, а головною частиною гри є іноді доволі душевні діалоги персонажів, та їх монологи, але при цьому усьому гра також поєднує у собі елементи психологічного горору (хорору), заснованому на основних темах, яких гра торкається - депресія, відчай, недоліки людини та людства, трагедія, схильність до суїциду і т.д.

## Ґеймплей
Ґеймплей гри заснований на традиційних JRPG (Японських рольових іграх). Як вказувалося вище, в грі існують два основних світи - реальний (який представлений лише рідним містечком Санні - Далеким містом чи містом Фаравей (англ. Faraway town)), та хедспейс. У хедспейсі з самого початку гравець контролює команду з чотирьох персонажів, яка, втім, з плином гри може міняти свій склад. Вона складається з реальних друзів дитинства Санні, яких той переніс до себе у хедспейс - Обрі, Кела і Гіро, або Хіро (англ. Hero, укр. Герой), а також з двох персонажів, що не є членами команди Оморі - його старша сестра Марі, та одного з його друзів - Безіла (англ. Basil).
В реальному світі гравець починає один у команді, граючи за головного персонажа - Санні. Потім по сюжету до команди доєднується Кел, який також може спрямувати гравця на альтернативний шлях проходження гри, якщо на перший або другий день Санні не відкриє йому двері. Далі по сюжету, якщо гравець пішов по "Істиному шляху" (англ. True route), або "Шляху Санні" (англ. Sunny route), то головний герой з допомогою Кела возз`єднується з іншими своїми друзями, і на кінець гри команда знову складається з чотирьох людей - тих-же самих Обрі, Кела, Хіро, та самого Санні, а також Безіла, який і в реальному, і в світі снів є частиною команди по сюжету і історії гри, але не є нею по-факту.
Важливим елементом ґеймплею ОМОРІ є традиційні для РПҐ сайд-квести (англ. Side quests), тобто додаткові, або побічні квести, що є необов`язковими, але іноді відіграють деяку роль у проходженні гри, а також часто видають за їх виконання винагороду. Частіше усього - ігрову валюту (У хедспейс це мушлі, а у реальному світі - американські долари).

### Бойова система
Бойова система ОМОРІ не є надто унікальною, і, присутня, наприклад у популярній грі Undertale (хоч це і дещо інше, ніж існуюча у OMORI бойова система). Нею є покрокова бойова система, що в цілому є дуже простою в освоєнні:
Гравцю дається один хід, після якого відразу йде хід ворога, після чого знову хід гравця. На кожен хід гравець може дати персонажам у команді зробити одну дію, яку вони повинні виконати, наприклад, атакувати ворога, використати навичку, напій або їжу, або-ж якийсь предмет, що може як міняти емоції ворогів і присутніх у команді дітей, так і наносити ворогам шкоду.
При цьому у бойовій системі Оморі також присутня доволі унікальна система емоцій - у кожного персонажа є дві фази емоції (У Оморі - три, у Санні - одна), які мають свої переваги і мінуси. Так злість дає персонажу чи ворогу змогу наносити більше шкоди, але знижує його захист, сум - підвищує захист, але зменшує наносиму шкоду, а щастя - підвищує удачу (тобто шанс нанести критичний удар), але і підвищує шанс промаху. Так емоції також мають переваги над один одним: Щастя є сильнішим проти злості, але слабшим проти суму, сум є сильнішим проти щастя, та слабшим проти злості, а злість є слабшою проти щастя, але сильнішою проти суму. При цьому усі персонажі на початку бою є спокійними (нейтральними), тобто не мають емоцій.
У кожного з персонажів є два основних показники - серця (тобто ейчпі, англ. hp - health points) та сік, що дає змогу персонажам користуватись їх навичками.
Якщо у когось із персонажів закінчаться серця - він стає тостом (буквально), а при виході з бою залишається з 1 серцем. Щоб його оживити потрібно використати життєджем (англ. Life jam), або спеціальні навички Хіро. При цьому Оморі не може стати тостом відразу, і в перший раз, коли його серця падають до нуля він залишається живим з 1 серцем з підписом "Оморі не здався" (англ. Omori did not succumb).
Також у бойовій системі гри є абсолютно унікальна механіка енергії та взаємодії персонажів.
На початку бою у команди є 3 балли енергії з десяти, і з кожним отриманням урону (Один персонаж, що отримав шкоду - один балл) вони збільшуються, даючи персонажам можливість після того, як вони атакували зробити щось ще. Наприклад Оморі може вдарити ще раз, а Кел може дати пас м`ячем комусь з інших персонажів, що є живими.
Якщо команда досягає 10-го рівня енергії, то коли Оморі атакує він може використати дію "Виплеск енергії", що дасть усій команді змогу нанести додаткову шкоду ворогу.

## Сюжет
Сюжет гри є досить неоднозначним для аналізу, оскільки він поєднує в собі багато елементів різних жанрів, що спочатку може здаватися дуже різким, хоча гра очевидно поєднує це все дуже вміло, тому з часом гравець має звикнути до цього.
Сама гра починається з того, як альтер-еґо головного персонажа гри - Санні, якого звати Оморі прокидається у білому просторі (англ. White space) після недовгих катсцен, в яких було чотири написи (Два на кожну катсцену) - "Don`t worry", "Everything is going to be okay" - на першу катсцену, і "Welcome to the white space", "You are living here as long, as you can remember" - на другу. Переклад всіх цих фраз є таким: "Не хвилюйся", "Все буде нормально", "Ласкаво просимо до білого простору", та "Ви живете тут стільки, скільки ви себе пам`ятаєте". Після дослідження усіх предметів там та підбирання ножа Оморі через білі двері проходить до кімнати сусідів, де живуть Обрі, Хіро, та Кел. Після деякого діалогу та обов`язкового квесту з пошуку м`якої іграшки Обрі, яку Кел заховав "десь у цій кімнаті" команда відправляється на лісний майданчик, де знаходить Марі та Безіла, а потім знайомиться з усіма другорядними персонажами там. Після також обов`язкового міні-квесту по грі у хованки там стається перший бій із тренувальним босом з аналогічним ім`ям, після якого друзі відправляються, як і планувалося, додому до Безіла, дорогою куди ті проходять його садом, де той розказує про його квіти, порівнюючи їх з персонажами гри. Під час цієї прогулянки гравець також вчиться системі емоцій, б`ючись зі спраут-молами (англ. Sprout-Mole). Після цього стається ще один бос-файт (англ. Boss fight, укр. Бій з босом) із ворогом на ім`я "Ye sprout mole", де гравця вчать системі енергії, після чого команда заходить додому до Безіла, і після переглядання їх спільного фотоальбому Оморі знов потрапляє у білий простір, вбиваючи себе, і даючи гравцю вперше познайомитися з Санні (У гравця є можливість дати йому будь-яке інше ім`я, окрім Оморі, Безіл, Обрі, Кел, Хіро, Марі та Омокет, які є забороненими, але дають гравцю досягнення "Ти думаєш, що ти найрозумніший, так?"), який і є головним героєм гри. 
Санні прокидається посеред ночі, тому що відчуває голод. За цей період гравець дізнається, що Санні та його мати скоро переїзджають, та має перший вибір у вигляді того, чи відкрити Марі двері, чи ні, що, втім, нічого не поміняє, оскільки за ними буде "Марі з пекла" (англ. Hellmari) - горорна (Тобто страшна) версія Марі - старшої сестри, як виявилось, і Санні теж. Після цього Санні засипає і Оморі знов виявляється у хедспейс, де дізнається, що Безіл пропав, що не дає нікому спокою. Команда головних персонажів вирушає на пошуки друга, але все без особливих успіхів. Після декількох бос-файтів та багатьох сюжетних поворотів Санні нарешті знов прокидається і знов чує стук у двері. Цього разу це Кел, який кличе Санні погуляти, дізнавшись, що той переїзджає. Тут у гравця є два вибори - відкрити, або не відкрити. Якщо він відкриє - гравець піде по канонічному шляху Санні, у ході якого дізнається правду про те, чому друзі більше не спілкуються, а Санні сидів удома, не виходячи звідти 4 роки (На момент гри йому приблизно 16 років), та що сталося з Марі. Якщо гравець не відкриє - він піде по шляху Оморі, який в кінці залишить гравця один на один з думками про те, що все-ж таки сталося із старшою сестрою головного героя, в чому його вина, і взагалі дасть набагато більш альтернативний сценарій гри, заснований більше на хедспейс, ніж на усьому, що відбувається у Далекому місті.

## Кінцівки
У грі існує декілька кінцівок і два шляхи проходження - шлях Санні (Істиний), та шлях Оморі (Шлях хікікоморі). Точна їх кількість вар'юється від 5 до 6, тому-що фактично існує 6 видів закінчення гри, однак одна з нейтральних кінцівок (Які взагалі-то частіше за все є поганими, але називаються нейтральними, бо погана кінцівка повинна бути одна і унікальна) є однаковою з іншою нейтральною кінцівкою, тільки в одній з них Санні просто їде геть, а в іншій - вбиває себе вночі.

### Хороша кінцівка
Якщо гравець пішов по шляху Санні, то у хорошій кінцівці Санні та його друзі залишаються у Безіла вдома, коли дізнаються, що він закрився у себе в кімнаті і не відповідає, але Санні прокидається посеред ночі, і вирішує, що знає, що коїться з Безілом, а тому йде до нього в кімнату. Заходячи туди, Санні бачить, що Безіл збожеволів через те, що він знову згадав про страшну долю Марі (Про її реальну долю знали тільки вони двоє) через повернення Санні до його життя, і між хлопцями зав`язується бій, під час якого Безіл наносить Санні удар садовими ножицями в око, після чого Санні прокидається у білому просторі і нарешті б`ється з Оморі, гарантовано програючи йому. Після цього бою у гравця є, як зазвичай, два вибори - продовжити, або ні. Якщо він захоче продовжити (Це потрібно для хорошої кінцівки), то Санні знову встає, щоб зіграти на скрипці, яка має символічне значення для всього сюжету, після чого Оморі нарешті падає у обійми Санні, зникаючи. Хлопець прокидається у лікарні, після чого гірко плаче, скорблячи за своєю старшою сестрою Марі, мов-би "В останній раз", нарешті вибачаючи себе, після чого той йде в палату Безіла, де на той момент знаходились усі. Там Санні нарешті розказує усім правду про смерть Марі, і що насправді вона не чинила самогубства. Реакція друзів Санні невідома і є одною з головних таємниць Оморі, але дивлячись на коротку додаткову катсцену для хорошої кінцівки, яка дається за поливання квітів Безіла у хедспейс протягом хоча-б одного дня, можна побачити, що після цього в кімнаті залишилися тільки сам Санні та Безіл, а "Щось" (англ. Something) за їхніми спинами, що були з ними майже весь час з самого початку гри пропадають, що явно каже про те, що як мінімум нічого страшного з хлопцями не сталося, а ще - що вони вибачили себе і один-одного за смерть Марі. 

### Погана кінцівка
Якщо після битви з Оморі гравець обирає не продовжувати гру далі, то все стається інакше - Санні падає у обійми Оморі, зникаючи, після чого Санні прокидається вже не собою, а повністю захопленим його альтер-еґом, яке тепер навіть відображається замість нього у дзеркалі. Після того, як Оморі виходить зі своєї палати, той йде на балкон, після чого зчиняє самогубство стрибаючи звідти.

### Нейтральні кінцівки
Існує три нейтральні кінцівки. Перша з них - якщо замість того, щоб врятувати Безіла, гравець вирішить продовжити спати, то Безіл скоїть самогубство, зарізавши себе. Санні побачить це, коли прокинеться посеред ночі, і побачить дуже пригнічених друзів, що тільки-но побачили мертвого Безіла.
Іншою нейтральною кінцівкою є та, коли гравець просто йде додому посеред ночі і спить там, після чого, зранку, не дізнаючись про самогубство Безіла Санні їде геть, назавжди залишившись з виною за смерть Марі на собі.
І третьою нейтральною кінцівкою (Часто вона вважається частиною другої нейтральною кінцівки) - це кінцівка, де Санні зарізає себе у ночі, попередньо коли той пішов з дому Безіла взявши на кухні ніж для стейків.

### Кінцівки у хікікоморі-руті
У випадку проходження гри на хікікоморі-руті, а тобто шляху Оморі здобуття хорошої або поганої кінцівки неможливе. Можливо тільки отримати вищевказані нейтральні кінцівки.

## Історія створення гри
У 2011 художниця з нікнеймом OMOCAT почала постити на своїх сторінках у соцмережах її особисті арти (Тобто картинки) з чорно-білим хлопчиком у білому просторі, якого та назвала Оморі-боєм (англ. Omori-boy, укр. Хлопчик-Оморі). За словами самої художниці, у той час вона переживала ненайкращі часи, і мала деякі проблеми, а малювання Оморі-боя стало однією із речей, які допомагали їй впоратись з цим. На межі 2013 та 2014 у OMOCAT виникла ідея, що Оморі, все-ж таки, яка до того часу еволюціонувала з простих картинок з намальованим на них Оморі-боєм до повноцінної історії, має стати чимось більшим, ніж прості арти, в цілому ніяк між собою не пов`язані, або навіть ніж який-небудь комікс. В той момент і народилася ідея гри, яку вирішили робити за допомогою рушія RPGmaker. Завдяки цікавій ідеї з часом команда розробників і композиторів з художниками розрослася з трьох чоловік до більше, ніж 10.
Також навесні 2014 року стартувала масштабна кампанія на платформі для збору грошей Kickstarter, де гра зібрала біля 365 тисяч доларів замість планованих 200 тисяч. Для того-ж кікстартера Омокет за один місяць у домашніх умовах створила трейлер для гри, що, можливо, і став головним рушієм, що дав можливість Оморі отримати майже в два рази більше грошей.
Сама-ж гра OMORI була опублікована в інтернеті в заплановану дату - 25 грудня 2020 року (Католицьке різдво), і стала доступна для покупки у таких інтернет-магазинах, як Steam, чи Microsoft Store Публікація версії гри для різних консолей (Xbox One, Playstation 4 і інші) сталась влітку 2022 року - 17 червня.
1. 1 2 3 4  Microsoft Store — 2012.